# Pitfalls
Pitfalls é o sexto álbum de estúdio da banda norueguesa de música progressiva Leprous, lançado em 25 de outubro de 2019 pela Inside Out Music e precedido pelos singles "Below", "Alleviate" e "Distant Bells". Foi gravado ao longo de seis meses no Ghostward Studios. Um violoncelista, um violinista e um coro clássico foram recrutados para a produção. A maioria das canções foi escrita e composta pelo vocalista Einar Solberg.
A maioria dos críticos aprovou o álbum, ficando especialmente satisfeitos com os vocais e com canções "Below", "Observe the Train", "At the Bottom" e "The Sky Is Red". O controle criativo por parte de Einar foi, para alguns, um ponto de discórdia. Pitfalls alcançou posições mais altas nas paradas do que seu antecessor Malina na região da Valônia na Bélgica, Finlândia, França, Reino Unido (lançamentos de rock e metal) e no Top Heatseekers dos Estados Unidos.

## Produção e composição
O Leprous gravou o álbum de fevereiro a julho de 2019 no Ghostward Studios em Estocolmo, Suécia, com o produtor David Castillo e o engenheiro de mixagem Adam Noble, que foi escolhido em busca de um som diferente. O processo, ao contrário de antes, não tinha um método ou objetivo predeterminado. Derivando de uma linha de base de modelos eletrônicos, a banda adicionou instrumentos às metades iniciais das músicas e depois ao resto. Treze faixas foram planejadas, mas apenas nove puderam ser concluídas devido a restrições de tempo. O vocalista e tecladista Einar Solberg passou cerca de oitenta dias no estúdio. Ele pretendia que cada take fosse diferente, para que pudesse aproveitar seus favoritos entre eles. Muitos dos vocais e algumas guitarras de cordas de náilon foram feitos na cabana de Einar. Ele viu Pitfalls como a maior produção e guinada musical do Leprous, observando também que cada faixa carrega sua própria identidade musical. Suas letras foram escritas durante uma luta de um ano e meio contra a depressão e a ansiedade. Isso marcou a primeira vez em que Einar foi mais prolífico do que o guitarrista Tor Oddmund Suhrke, que geralmente serve como o letrista principal. Tor escreveu, no entanto, "I Lose Hope", "By My Throne" e "At the Bottom". O violoncelista Raphael Weinroth-Browne e o violinista Chris Baum contribuíram com música adicional, recebendo arquivos MIDI de seus segmentos antes da gravação. Raphael dividiu seu tempo entre Canadá e Suécia, viajando para Estocolmo para os solos e mais partes de ambiente, enquanto Chris trabalhava nos Estados Unidos. A ilustração da artista indonésia Elicia Edijanto não foi feita sob medida para Pitfalls, mas comprada depois que o baixista Simen Børven mostrou seu trabalho para Einer. Einar interpretou a imagem do Buda como uma representação da atenção plena e o flautista como pensamentos na conciência de uma pessoa.
"Below" foi a primeira música escrita, originalmente montada com piano e voz. Seu videoclipe foi dirigido por Dariusz Szermanowicz e filmado em Breslávia, na Polônia. "I Lose Hope" foi desaprovada inicialmente, mas atingiu um novo potencial em estúdio, momento em que Simon e o baterista Baard Kolstad aplicaram um groove reminiscente do hip hop. "Observe the Train" foi a que mais sofreu iterações até o resultado desejado. De acordo com Einar, ela fala sobre a atenção plena da linha de pensamento de alguém; a necessidade de "parar de lutar e começar a aceitar" o desespero.
Insatisfeito com "Alleviate", Einar abandonou tudo, exceto a progressão de acordes do refrão e notas de verso pop, que mais tarde seriam aprimoradas pelas linhas vocais. Troll Toftenes dirigiu o vídeo da música.
Raphael inseriu elementos harmônicos e pizzicato para a faixa. Seus solos em "At the Bottom" e "Distant Bells" foram improvisados. Embora principalmente um músico acústico, Kolstad usou bateria eletrônica em "Below", "At the Bottom" e "Distant Bells". A instrumentação para este último foi composta por Simen, partindo da ideia de criar algo "do nada" com influências de seu jazz nórdico e de sua formação em pop sinfônico. Ele usou um piano de cauda no início para manter a intensidade, apesar da baixa dinâmica da faixa. Tor fez o esboço preliminar; Einar, por sua vez, trouxe as melodias, linhas vocais, letras e alguns arranjos.
Havia dúvidas sobre incorporar "Foreigner", mas o grupo determinou que ela funcionava bem como uma passagem entre "Distant Bells" e o final. Um coro clássico de Belgrado, Sérvia, foi contratado para "The Sky Is Red", fazendo com que a peça inteira contivesse centenas de camadas sonoras. Ela foi quase inteiramente escrita e composta em uma hora e meia, quando Einar estava imerso em um estado de fluxo.

## Divulgação
Os singles "Below", "Alleviate" e "Distant Bells" foram lançados em 30 de agosto, 20 de setembro e 11 de outubro de 2019, respectivamente. Pitfalls foi lançado pela Inside Out Music em 25 de outubro como um CD mediabook limitado com duas faixas bônus, uma jewelcase com CD, LP duplo incluindo o CD, e em plataformas de streaming digitais. Leprous começou uma turnê europeia como atração principal em novembro, com o The Ocean e o Port Noir. Weinroth-Browne também se juntou a eles. Baard lançou um tutorial da bateria de "The Sky Is Red".

## Recepção
| Críticas profissionais | Críticas profissionais |
| Avaliações da crítica  | Avaliações da crítica  |
| Fonte                  | Avaliação              |
| ---------------------- | ---------------------- |
| Blabbermouth.net       | 8.5/10                 |
| Blezt                  | 8.7/10                 |
| Sonic Perspectives     | 9.4/10                 |
| Sputnikmusic           | 4/5                    |
| ViaOmega               | 9.5/10                 |

As revistas Prog e PopMatters, os sites Sputnikmusic e Ultimate Guitar e o baterista Mike Portnoy incluíram Pitfalls entre os melhores lançamentos de 2019.
Dom Lawson, resenhando para o Blabbermouth.net, considerou "Below" uma evocação de "lágrimas de gratidão", chamou "Observe the Train" de uma valsa pop "elegante" e agradeceu a "adoração progressiva febril" e a "convicção e classe" de "The Sky Is Red".
Para Mathias Bergfjord da Blezt, o álbum é uma obra-prima de melodias melancólicas e cativantes. Ele explicou que "Below" possui todas as características que a tornaram uma das melhores do Leprous. Ele elogiou as melodias de "Observe the Train" como lindas, a primeira metade de "Alleviate" como sedutora e "Foreigner" como contundente. Scott Medina, da Sonic Perspectives, chamou Pitfalls de "requintado", observando os " agudos em falsete angelicais de Einar e a potente entrega de notas mais baixas". Medina elogiou "I Lose Hope" e "Observe the Train" por seus refrãos cativantes e arranjos eficazes, pensou que "At the Bottom" ofereceu uma dinâmica emocionante e elogiou o Leprous por exibir sua gama completa em "The Sky Is Red", que ele chamou de encerramento "brilhantemente enigmático".
O Sputnikmusic achou que a introdução da música pop, dance e eletrônica resultou com sucesso em "algo novo e revigorante". Escrevendo para a ViaOmega, Uta Arnold concordou com Medina sobre o que ela considerou uma "performance vocal excelente". Elogiando o trabalho de bateria de Baard, ela gostou especialmente de seu comportamento "suave e cauteloso" nas canções mais lentas. Uta achou que as partes desanimadas eram perfeitamente expressas pelos sons do violoncelo de Raphael. "I Lose Hope" foi sua música favorita, considerando-a "a mais cativante", ao mesmo tempo que descreveu "At the Bottom" e "Foreigner" como "eletrizantes".
O Metal Storm designou os minutos finais de "At the Bottom" como o destaque do álbum, apreciou os refrãos em "Alleviate" e elogiou "The Sky Is Red" por sua complexidade rítmica, virtuosismo técnico e ganchos "cativantes".
David Araneda, da Tuonela Magazine comparou a faixa de abertura a uma trilha de James Bond ao aludir à seção de cordas, que complementava o "calor" da voz de Einar. Ele viu "Observe the Train" como um intervalo calmante que ostentava harmonias vocais intrigantes e levaria a uma "injeção de energia" com "By My Throne". Fraser Lewry, da Metal Hammer, opinou: "Pitfalls causa um golpe tão emocional que você quase teme pela saúde de seu instigador, mas também dá uma sensação de alegria. Os arranjos são sublimes, as performances infalíveis. É um álbum de arte, ambição e destemor absoluto".
Por outro lado, o Sputnikmusic criticou o papel dominante de Einar e observou que este poderia ter sido seu álbum solo; o Metal Storm também o fez, condenando a presença generalizada de vocais por relegar guitarras e bateria para segundo plano e escrever que "Pitfalls tem material insuficiente oferecendo uma experiência emocionalmente ressonante no nível de trabalhos anteriores".

## Lista de faixas
Todas as faixas escritas e compostas por Einar Solberg, exceto onde especificado. 
| N.º            | Título              | Duração |  |
| 1.             | "Below"             | 5:53    |  |
| 2.             | "I Lose Hope"       | 4:44    |  |
| 3.             | "Observe the Train" | 5:08    |  |
| 4.             | "By My Throne"      | 5:45    |  |
| 5.             | "Alleviate"         | 3:42    |  |
| 6.             | "At the Bottom"     | 7:21    |  |
| 7.             | "Distant Bells"     | 7:23    |  |
| 8.             | "Foreigner"         | 3:52    |  |
| 9.             | "The Sky Is Red"    | 11:22   |  |
| Duração total: | Duração total:      | 66:05   |  |

| Faixas bônus   |                                             |         |  |
| N.º            | Título                                      | Duração |  |
| 10.            | "Golden Prayers" (Lançada em junho de 2018) | 4:28    |  |
| 11.            | "Angel" (Lançada em janeiro de 2019)        | 6:27    |  |
| Duração total: | Duração total:                              | 66:05   |  |

## Créditos
Conforme encarte.

### Leprous
- Einar Solberg - vocais, teclados, produção
- Tor Oddmund Suhrke - guitarras
- Robin Ognedal - guitarras
- Simen Daniel Lindstad Børven  - baixo
- Baard Kolstad - bateria

### Músicos de apoio
- Raphael Weinroth-Browne - violoncelo
- Chris Baum - violino

### Pessoal técnico
- David Castillo - gravação,  produção
- Adam Noble - mixagem
- Robin Schmidt - masterização
- Elicia Edijanto - arte da capa

## Paradas
| Parada de álbuns (2019)               | Pico |
| ------------------------------------- | ---- |
| Áustria ( Ö3 Áustria )                | 61   |
| Bélgica ( Ultratop Valônia)           | 82   |
| Finlândia ( Suomen virallinen lista ) | 17   |
| França ( SNEP )                       | 120  |
| Alemanha ( Top 100 da Offizielle )    | 36   |
| Itália ( FIMI )                       | 98   |
| Espanha ( PROMUSICAE )                | 62   |
| Suíça ( Schweizer Hitparade )         | 46   |
| Rock & Metal do Reino Unido (OCC)     | 13   |
| US Top Heatseekers ( Billboard )      | 17   |

Pitfalls se deu melhor que seu antecessor Malina na Bélgica (Valônia), Finlândia, França, entre álbuns de rock e metal do Reino Unido, e na Top Heatseekers dos EUA.